# Eugenia (planetka)
(45) Eugenia je planetkou patřící do pásu planetek, kterou v roce 1857 objevil Hermann Goldschmidt v Paříži. Jméno je zvoleno podle manželky Napoleona III, Eugénie de Montijo, stala se tak vůbec první planetkou pojmenovanou po člověku.
Její průměr je přibližně 215 km. Porézní povrch je složen především z ledu a kamenitého materiálu.
Kolem planetky obíhá ve vzdálenosti 1184 km měsíc Petit-Prince o průměru 13 km, jehož oběžná kruhová dráha činí 4,7 dne. Satelitní systém doplňuje na nižší oběžné dráze ještě menší měsíc s provizorním názvem S/2004 (45) 1 o průměru přibližně 6 km.
Eugenia je druhou planetkou u které byl objeven měsíc (první se stala (243) Ida s Dactylem).